# Gaisi Takeuti
Gaisi Takeuti (竹内 外史), né le 25 janvier 1926 et mort le 10 mai 2017 est un mathématicien japonais, connu pour ses travaux sur la théorie de la preuve.

## Biographie
Docteur de l'Université de Tokyo, il étudie à Princeton sous Kurt Gödel. Il est ensuite professeur à l'Université de l'Illinois à Urbana-Champaign. Takeuti est président de la Société Kurt Gödel de 2003 à 2009. Il rédige son autobiographie, Memoirs of a Proof Theorist: Gödel and Other Logicians. La conjecture de Takeuti postule qu'une formalisation en séquents de la logique du second ordre a une élimination des coupures. Il est également connu pour son travail sur les diagrammes ordinaux avec Akiko Kino.

## Ouvrages
- Takeuti, « On a generalized logic calculus », Japanese Journal of Mathematics, vol. 23,‎ 1953, p. 39–96 (ISSN 0075-3432, DOI 10.4099/jjm1924.23.0_39)
- Takeuti, « Errata to 'On a Generalized Logic Calculus' », Japanese Journal of Mathematics, vol. 24,‎ 1954, p. 149–156 (ISSN 0075-3432, DOI 10.4099/jjm1924.24.0_149)
- Gaisi Takeuti, Proof theory, Mineola, New York, Dover Publications, 2013 (1re éd. 1975) (ISBN 978-0-486-49073-1, lire en ligne)